# Република Македония на зимните олимпийски игри 2014
Република Македония участва участва на зимните олимпийски игри в Сочи през 2014 година, като това е петата зимна олимпиада, в която страната взима участие.

## Ски алпийски дисциплини
| Скиор             | Събитие               | Първи манш  | Първи манш  | Втори манш  | Втори манш  | Общо        | Общо        |
| Скиор             | Събитие               | Време       | Място       | Време       | Място       | Време       | Място       |
| ----------------- | --------------------- | ----------- | ----------- | ----------- | ----------- | ----------- | ----------- |
| Антонио Ристевски | Мъже гигантски слалом | не финишира | не финишира | не финишира | не финишира | не финишира | не финишира |
| Антонио Ристевски | Мъже слалом           | 55.38       | 56          | 1:03.06     | 28          | 1:58.44     | 29          |

## Ски бягане
| Дарко Дамяновски | Мъже 15 км класически стил | 48:34.9     | +10:05.2    | 81          |             |             |             |
| Дарко Дамяновски | Мъже 50 км свободен стил   | не финишира | не финишира | не финишира | не финишира | не финишира | не финишира |
| Мария Колароска  | Жени 10 км класически стил | 44:46.0     | +16:28.2    | 74          |             |             |             |

Спринт
| Спортист         | Събитие     | Квалификация | Квалификация | Четвъртфинал  | Четвъртфинал  | Полуфинал     | Полуфинал     | Финал         | Финал         |
| Спортист         | Събитие     | Време        | Място        | Време         | Място         | Време         | Място         | Време         | Място         |
| ---------------- | ----------- | ------------ | ------------ | ------------- | ------------- | ------------- | ------------- | ------------- | ------------- |
| Дарко Дамяновски | Мъже спринт | 4:08.56      | 78           | не продължава | не продължава | не продължава | не продължава | не продължава | не продължава |